# Pentito
Als Pentito (substantiviertes Partizip der Vergangenheit von ital. pentirsi „bereuen“; Plural: Pentiti) wird umgangssprachlich ein Mitglied der Mafia, insbesondere der Cosa Nostra oder La Cosa Nostra, bezeichnet, das sich nicht an die Omertà (Gesetz des Schweigens) hält. Die offizielle italienische Bezeichnung ist Collaboratore di giustizia (Mitarbeiter der Justiz).
Dabei ist der Begriff des „Reuigen“ nicht immer wörtlich zu nehmen, da hinter den Aussagen auch häufig das Motiv steckt, sich selbst Vorteile (u. a. Straferleichterungen) zu verschaffen oder internen Feinden (zum Teil nachträglich) zu schaden; siehe hierzu beispielsweise Salvatore Contorno oder Tommaso Buscetta.

## Chronologie der bekanntesten Pentiti

### George Weinberg
George Weinberg war der Bruder des bekannteren Abraham „Bo“ Weinberg, der 1935 spurlos verschwand und von Dutch Schultz umgebracht worden war. Er soll deshalb ein Informant der Regierung geworden sein. Am 29. Januar 1939 brachte er in einer sicheren Unterkunft die Waffe eines ihn beschützenden Beamten an sich und erschoss sich. Auch als Mitglied der Kosher Nostra musste Weinberg offenbar die Folgen seiner Aussagebereitschaft fürchten.

### Abe Reles und Albert Tannenbaum
Als lediglich Assoziierte der US-amerikanischen Mafia und Mitglieder der Murder, Inc. waren die Kosher Nostras Abe Reles und Albert Tannenbaum zwar keine Mitglieder der La Cosa Nostra, aber als deren Killer ebenso der Schweigepflicht unterworfen.
Reles wurde 1940 verhaftet, sagte angesichts der drohenden Todesstrafe aus und belastete seinen Boss Louis Buchalter. Da er auch seinen Partner und Komplizen Tannenbaum belastete, entschloss sich dieser, ebenfalls auszusagen. Buchalter wurde daraufhin verhaftet und 1944 hingerichtet. Reles starb durch einen rätselhaften Fenstersturz 1941. 1950 sagte Tannenbaum im Prozess gegen Jack Parisi aus. Er hielt sich im Ausland auf, durfte nur einmal pro Jahr amerikanischen Boden betreten und starb 1976. Auf Grund des Todes von Reles scheiterten die Ermittlungen gegen Albert Anastasia, da Reles der einzige Kronzeuge der Anklage von Thomas E. Dewey gewesen war.

### Frank Nitti
Frank Nitti beging am 19. März 1943 Suizid. Damit kam er der Ermordung auf Anordnung durch Paul Ricca zuvor. Nitti war am Vortag bei einem Treffen in seinem Haus als offizieller Boss abgesetzt worden, da seine öffentliche Aufmerksamkeit nunmehr als Belastung für das Chicago Outfit gesehen wurde, da 1943 die Unterwanderung von Hollywood aufgeflogen war. Nitti selbst war bereits zu einer öffentlichen Anhörung vorgeladen. Eine langjährige Haftstrafe drohte, aber durch eine Krebserkrankung hätte Nitti eigentlich nichts mehr zu verlieren gehabt. Als langjähriger „Enforcer“ musste Nitti annehmen, dass Ricca nicht das Risiko eingehen würde, dass die US-Justiz ihn zu einem Informanten machen könnte. Eine Ermordung erschien deshalb vielen plausibler als der erwiesene Suizid, obwohl glaubwürdige Augenzeugenberichte vorlagen.

### Doris Lehman
Auch für Ehefrauen der Mafiosi gilt die Schweigepflicht. Die erste Frau von Michael „Trigger Mike“ Coppola, Doris Lehman, verriet ihn nach drei Jahren wegen des Mordes an dem Politiker Joseph Scottoriggio an die Polizei und wurde 1948 von ihm selbst ermordet. Dieser Reputationsverlust kostete ihn offensichtlich sein Monopol über die Straßenlotterie in New York City, das an Anthony Salerno fiel.

### Willie Moretti
Willie Moretti war zwar kein Verräter im engeren Sinn, aber er hatte vor dem Ausschuss des Senats, der von Senator Estes Kefauver geleitet wurde, am 13. Dezember 1950 in Washington die Existenz der US-amerikanischen Mafia zugegeben. Sein Bekenntnis schürte Befürchtungen unter den Bossen nach weitergehenden Aussagen, was zu seiner Ermordung am 4. Oktober 1951 führte.

### Alphonse Attardi
Auch andere US-amerikanische Ermittlungsbehörden profitieren von den Informationen der Abtrünnigen. 1952 machte das Finanzministerium der Vereinigten Staaten (United States Department of the Treasury) dem Assoziierten Alphonse Attardi ein Angebot, ihr Informant zu werden, um es verdeckten Ermittlern leichter zu machen, in die verdeckten Netze des Drogenhandels eindringen zu können. Attardi erhielt für seine erfolgreiche Hilfe eine Belohnung von 5.000 US-Dollar, verließ das Land und gab später unter Pseudonym einer Zeitschrift sogar ein Interview über seine Zeit als Drogenhändler.

### Eugenio Giannini
Am 20. September 1952 wurde Eugenio Giannini auf offener Straße in Harlem niedergeschossen. Lucky Luciano hatte herausgefunden, dass Giannini ein Spitzel des Federal Bureau of Narcotics (FBN) war. Giannini hatte sich verraten, als er in italienischer Haft in Neapel die Hilfe des FBN benötigte und dieses Luciano, der Giannini 1942 im Gefängnis kennengelernt hatte, bekannt wurde.

### Stephen Franse
Stephen Franse wurde am 19. Juni 1953 zu Tode stranguliert, weil er in Verdacht stand, ein Informant der Polizei zu sein. Tatort war der Nachtclub Green Village im gleichnamigen Stadtteil von New York City, Täter der Betreiber Joe Valachi, der 1963 selbst ein Informant der Regierung werden sollte.

### Abner Zwillman
Abner Zwillman, der „Al Capone von New Jersey“, sollte 1959 vor dem „McClellan“-Ausschuss des Senats aussagen und hatte bereits eine Vorladung erhalten. Am 27. Februar 1959 wurde er jedoch erhängt aufgefunden. Seine Handgelenke wiesen Spuren auf, die eine Fesselung nahelegten. Deshalb ging die Polizei von einem Mord aus. Einige Spekulationen sehen Vito Genovese als Auftraggeber des Mordes, andere glauben, Meyer Lansky habe letztlich den Mord angeordnet, weil er befürchtete, der in die Jahre gekommene Zwillman habe beschlossen, ein Informant der Regierung zu werden.

### Rosa Messina
Die 54-jährige Witwe hatte bereits 1957 ihren Mann und später zwei ihrer Söhne in internen Mafiakämpfen verloren. Als am 18. Januar 1961 ihr 13-jähriger Sohn Paolino ermordet wurde, fühlte sich die Witwe nicht mehr an die Schweigepflicht gebunden, da mit der Ermordung ein anderes ungeschriebenes Gesetz verletzt worden war, das anordnete, männliche Mitglieder unter 16 Jahren zu verschonen. Von den 30 Angeklagten wurden jedoch 29 freigesprochen, einer zu drei Jahren verurteilt.

### Ann Coppola
Nach der ersten Ehefrau Doris Lehman wandte sich auch die zweite Ehefrau von Michael „Trigger Mike“ Coppola – Ann Coppola – an die Behörden, floh nach Europa und beging dort Selbstmord. Michael Coppola wurde 1962 zu vier Jahren verurteilt und starb 1966 in einem Krankenhaus in Boston.

### Conny Rastelli
Conny Rastelli war die Ehefrau von Philip Rastelli, dem Boss der Bonanno-Familie. Sie betrieb in Brooklyn eine illegale Abtreibungspraxis. Nachdem sie von einem Verhältnis Rastellis zu einer anderen Frau erfahren hatte, drohte sie damit, ihre Kenntnisse über die Geschäfte ihres Mannes an die Behörden weiterzugeben, wenn sie im Zuge einer Scheidungsvereinbarung keine angemessene Abfindung erhalten sollte. Daraufhin wurde sie 1962 erschossen aufgefunden.

### Floyd Hayes
Floyd Hayes war Präsident des „Local 41“ der US-amerikanischen Teamsters-Gewerkschaft. 1962 gelang es dem FBI, Hayes eine Unterschlagung von 200.000 US-Dollar nachzuweisen und ihn damit als Kronzeugen zu gewinnen. Vier Tage dauerte die Befragung in einem Hotelzimmer, die sich um Roy Lee Williams, Jimmy Hoffa, die La Cosa Nostra und Teamsters drehte. Auch ein hoher Zaun mit Flutlicht und Wachhunden konnten Hayes danach aber nicht vor den Folgen seiner Aussage schützen. Im Juni 1964 wurde er auf einem Parkplatz erschossen und seine Frau verwundet. Letzteres galt als zusätzliche Warnung an potentielle zukünftige FBI-Kronzeugen. Williams wurde umgehend dessen Nachfolger als Präsident im „Local 41“ der Teamsters; hatte aber die Warnung offensichtlich verstanden und stand seitdem unter vollständiger Kontrolle von Nick Civella, dem Boss der Mafia in Kansas City. Als Williams 1962 in den neu gegründeten Central States Pension Fund als Verwalter und Treuhänder eingesetzt worden war, stand dieser für Civella und andere Mobster weit offen, die daraus insbesondere Kasinos in Las Vegas finanzierten.

### Joe Valachi
Der erste hochrangige Pentito, der die Existenz der „La Cosa Nostra“ öffentlich zugab, war Joe Valachi. Dies geschah im Rahmen einer Anhörung des McClellan-Committee, einem Untersuchungsausschuss des Kongress der Vereinigten Staaten, im Oktober 1963. Auch der Begriff „La Cosa Nostra“ (it.: „Unsere Sache“), wurde erstmals öffentlich genannt und damit bekannt.

“…a significant addition to the broad picture … gives meaning to much that we already know and brings the picture into sharper focus.”

„…eine erhebliche Ergänzung des großen Bildes … gibt vielem, was wir schon wissen, Bedeutung, und schärft unseren Blick für die Gesamtzusammenhänge.“

### Joseph Barboza
Seit 1962 hörte das FBI das „Office“ der Patriarca-Familie in Boston ab. Am 6. Oktober 1966 wurde der „enforcer“ Joseph „Das Tier“ Barboza verhaftet. Diese Verhaftung führte zu einer Kettenreaktion, bei der Barboza letztlich zum Pentito wurde. 1968 konnte Enrico Tameleo, Boss des „Office“, zum Tode verurteilt werden; Raymond Patriarca, das Oberhaupt des Clans, erhielt wegen Anstiftung zum Mord fünf Jahre Gefängnis.

### Vincent Teresa
Vincent Teresa war ein Unterboss in der Patriarca-Familie aus Boston. Nach der Verhaftung von Joseph Barboza 1966 und der Verurteilung von Enrico Tameleo und Raymond Patriarca 1968 wurde 1969 Teresa ebenfalls verhaftet und zu 20 Jahren Gefängnis verurteilt. Er folgte dem Beispiel von Barboza, den er ursprünglich im Auftrag von Patricia ermorden sollte, und wurde einer der begehrtesten Kronzeugen der US-amerikanischen Justizgeschichte.
Unter anderem sagte er 1973 im Prozess gegen Meyer Lansky aus. Dies war der letzte Versuch der US-Justiz, Lansky gerichtlich zu belangen. Die Anklage schlug fehl, da die Jury sich uneinig über die Glaubwürdigkeit des Berufsverbrechers Teresa war. Lansky wurde freigesprochen.

### Michele Cavataio
Auch die Anfertigung schriftlicher Belege kann als Bruch der Omertà gewertet werden; so wurde 1969 der Tod von Michele Cavataio u. a. auch deshalb beschlossen, weil er die Clans von Palermo und deren wichtigste Vertreter auf einem Lageplan verzeichnet hatte.

### Leonardo Vitale
1973 suchte Leonardo Vitale (1941–1984) eine Polizeistation in Palermo auf und gab sich als Mitglied der Mafia zu erkennen. Auf Grund seines autoaggressiven Verhaltens konnten die Verteidiger der durch ihn Beschuldigten seine Glaubwürdigkeit in Zweifel ziehen, und lediglich er und sein Onkel wurden inhaftiert. Die meiste Zeit bis zu seinem Tode verbrachte Vitale dann in einer psychiatrischen Klinik. 1984 wurde er von der Cosa Nostra ermordet.

### Sam Giancana
1975 befasste sich der vom Demokraten Frank Church geleitete „Sonderausschuss des US-Senats zur Untersuchung des Regierungshandelns mit Bezug zu Aktivitäten der Nachrichtendienste“ insbesondere mit der Verbindung von Politik und Verbrechen. Als Sam Giancana eine Vorladung vor dieses – auch Church Committee genannte – Gremium erhielt, wurde der ehemalige Boss des Chicago Outfit am 19. Juni 1975 ermordet, bevor er seinem Ladungstermin nachkommen konnte. Insbesondere sein ehemaliger Freund Joseph Aiuppa soll befürchtet haben, dass der ausgebootete Giancana die bevorstehende Anhörung nutzen würde, um interne Kenntnisse zu offenbaren.

### Allen Glick und Tamara Rand
Am 9. November 1975 wurde Tamara Rand in der Küche ihres Hauses in Mission Hills ermordet. Rand hatte Mittel aus dem Central States Pension Fund der Gewerkschaft der Teamsters erhalten und war nun offenbar bereit, vor den Behörden auszusagen. Eine Woche vorher hatte sie mit Allen Glick einen Streit; unklar ist, ob sie Glick einen 2-Mio.-US-Dollar-„Kick-back“ (am.: illegale Geldzahlung, die „unterm Tisch“ geleistet wird) oder sogar die Rückzahlung des gesamten Kredites verweigerte. Glick informierte Joseph Aiuppa vom Chicago Outfit über die Aussagebereitschaft von Rand und dieser gab den Mordbefehl.
Allen R. Glick war in den 1970er Jahren der Strohmann für die La Cosa Nostra; er erhielt Kredite aus dem Central States Pension Fund, um die Kasinos in Las Vegas zu kaufen. In diesen Kasinos wurde dann ein Teil der Gewinne an der Steuer vorbei abgeschöpft (am.: skimming). Als das Nevada Gaming Control Board Unregelmäßigkeiten in den Büchern der Argent Cooperation entdeckte, kam auch das Ende für Glick in Las Vegas. Glick verlor seine Lizenz, wurde in das Black Book von Nevada eingetragen und verkaufte seine Kasino-Anteile an Allen D. Sachs, einem langjährigen Partner des Kosher Nostras Moe Dalitz.
Als 1978 das „skimming“ aufflog, stellte sich Glick als Zeuge zur Verfügung. 1984 wurde Frank Balistrieri, der Boss von Milwaukee, zu 13 Jahren Haft verurteilt. Im Jahr 1986 wurden Joseph Aiuppa, Jackie Cerone, Joseph Lombardo, Angelo LaPietra, Milton J. Rockman und Carl DeLuna wegen der finanziellen Abschöpfung von Kasinos in Las Vegas in Höhe von zwei Mio. US-Dollar verurteilt.

### Ray Ferritto und Jimmy Fratianno
Raymond W. „Ray“ Ferritto (Mitglied und Auftragsmörder der Dragna-Familie) hatte am 6. Oktober 1977 für die Cleveland-Familie (alias Licavoli-Familie) den irischen Gangster Danny Greene ermordet. Allerdings wurde Ferrito schnell von den Behörden aufgespürt und belastende Beweise gefunden. Als Ferrito davon erfuhr nun selber auch ermordet zu werden, entschloss er sich 1978 mit den Behörden zusammenzuarbeiten und wurde Kronzeuge in einigen Prozessen. Als Folge davon wurde auch Jimmy Fratianno, ein Capo der Cleveland-Familie, verurteilt und sagte nun ebenfalls vor den Behörden aus.

### Henry Hill
Als Halb-Ire konnte Henry Hill 1980 nicht Voll-Mitglied der Lucchese-Familie werden, als Assoziierter war seine Zusammenarbeit allerdings willkommen. Er stieg in den Drogenhandel ein und flog auf. Da er außerdem in den berühmten Lufthansa-Raub von 1978 verwickelt war, musste er um sein Leben fürchten. Nachdem ihm ein Tonband-Mitschnitt des FBI vorgespielt wurde, auf dem seine Ermordung angesprochen wurde, konnten ihn die Behörden zur Mitarbeit überreden. Seine Aussagen führten zu rund fünfzig Anklagen. Die Biografie von Henry Hill wurde 1990 in GoodFellas verfilmt.

### Joseph Bonanno
1983 veröffentlichte Joseph Bonanno gemeinsam mit Sergio Lalli seine Autobiografie „A Man of Honor“. Streng genommen war auch das ein Bruch der Omertà, denn in diesem Buch wurde erstmals die Existenz der „Commission“, sozusagen das „Exekutiv-Komitee“ des National Crime Syndicate, und die Existenz der Fünf Familien in New York City zugegeben. Insbesondere der damalige Staatsanwalt und spätere Bürgermeister von New York, Rudy Giuliani, nahm das Buch zum Anlass, Anklage gegen dort erwähnte Mitglieder zu erheben.

### Ken Eto
1983 wurde Joseph Vincent DiVarco (Chicago Outfit) mit der Ermordung des Gangsters Ken Eto beauftragt, da dieserwelcher kurz zuvor wegen illegalen Glücksspiels verurteilt worden war und befürchtet wurde, dass er vor den Behörden aussagen könnte. Zwei Auftragsmörder, Jasper Campise und John Gattuso, ein Deputy des Sheriffs von Cook County (Illinois), überfielen Eto in seinem Auto und schossen ihm dreimal in den Kopf. Die beiden Männer hatten jedoch ihre Munition nicht richtig aufbewahrt, sodass die abgefeuerten Kugeln den Schädel nicht durchdrangen. Ken Eto überlebte und wurde nun tatsächlich Kronzeuge der Regierung. Als Strafe für den misslungenen Anschlag wurde DiVarco in seinem Mafia-Caln entmachtet und die beiden Killer ermordet. 1985 wurde DiVarco wegen Verstößen gegen den RICO-Act und der Leitung eines illegal Sportwetten-Unternehmens zu zehn Jahren Gefängnis verurteilt.

### Tommaso Buscetta
Kurz vor der Ermordung von Stefano Bontade tauchte Tommaso Buscetta am 18. Juni 1980 unter, da seine Rolle als Mafiaboss in Sizilien nicht mehr haltbar war. Über Paraguay wanderte er nach Brasilien aus. Im Juni 1984 besuchten ihn die beiden Richter Giovanni Falcone und Vincenzo Geraci, um ihn zur Aussage zu überreden. Erst nach seiner Auslieferung an Italien offenbarte er sich und wurde zum Kronzeugen in den drei Maxi-Prozessen gegen die Mafia. Seine Aussagen führten zur Überführung von Nino und Ignazio Salvo sowie Vito Ciancimino. 1993 wurde auch Totò Riina verhaftet. Als Folge seiner Aussagen wurden 14 Verwandte Buscettas, darunter zwei Söhne und zwei Neffen, ermordet. Buscettas Strafe wurde auf drei Jahre begrenzt. Er lebte anschließend unter dem Schutz des US-amerikanischen Zeugenschutzprogramms in einer Kaserne in den USA.

### Salvatore Contorno
Im Oktober 1984 folgte Salvatore Contorno (* 1946) dem Beispiel von Tommaso Buscetta und stellte sich als Informant zur Verfügung. Contorno war bereits seit 1982 in Haft und kann, wie Buscetta, als Verlierer des „Zweiten Großen Mafiakrieges“ gesehen werden. Da er im Gegensatz zu Buscetta mehr über die inneren Zusammenhänge des internationalen Heroinhandels („Pizza Connection“) preisgab, war er ein enorm wichtiger Informant. Neben der Straferleichterung hat Contorno seine Aussage offenbar auch als Waffe gegen interne Feinde benutzt, d. h., er bedauerte nicht nur nie seine Verbrechen, sondern wollte sich an den Beteiligten der Ermordung seines Bosses Stefano Bontade rächen.
Obwohl auch US-amerikanische Interessen davon betroffen waren und Contorno in die USA gebracht wurde, konnte er am Zeugenschutzprogramm der USA nicht teilnehmen und kehrte 1988 nach Italien zurück. 1994 explodierte eine Bombe in der Nähe seiner geheimen Unterkunft. 1997 wurde Contorno wegen Heroinhandels verhaftet und flog zunächst aus dem inzwischen auch existierenden italienischen Schutzprogramm. Da er sich aber erneut zur Verfügung stellte, wurde er 2001 wieder darin aufgenommen.

### Antonio Calderone
1983 war Antonio Calderone mit seiner Familie nach Frankreich geflohen. Als er 1986 in Nizza verhaftet und inhaftiert wurde, offenbarte er sich den Behörden und verlangte nach Giovanni Falcone. Dieser verhörte ihn am 9. April 1987 zusammen mit seinem französischen Kollegen Michel Debaq. Seine Aussagen hatten 160 Verurteilungen in Italien zur Folge; u. a. sagte er gegen Nitto Santapaola aus.

### Werner Pinzner
Als die Banden im Rotlichtviertel von Hamburg-St. Pauli zu härten Mitteln griffen, wurde Werner Pinzner zum Auftragsmörder, welchem 13 Morde zugeschrieben wurden. Bis heute behaupten ehemalige Mitglieder insbesondere der GMBH oder der Nutella-Bande, dass ihr Milieu nie mit der Polizei zusammenarbeiten würde. In der Untersuchungshaft sagte Pinzner allerdings über seine Morde aus. Bei einer Vernehmung am 29. Juli 1986 erschoss er den ermittelnden Staatsanwalt, seine Ehefrau und sich selbst. Eine feste Zusage für einen Straferlass hatte er zu diesem Zeitpunkt nicht; außerdem war angeblich ein Kopfgeld von 300.000 DM für seine Ermordung ausgesetzt worden.

### Francesco Marino Mannoia
Mit Francesco Marino Mannoia folgte im Oktober 1989 ein Mafioso, der eigentlich zur Gewinnerseite des „Zweiten Großen Mafiakrieges“ in Italien gehörte, was wichtige neue Informationen für die Behörden erbrachte, u. a. die Klärung der Morde nach dem Skandal um die Banco Ambrosiano. Da zu diesem Zeitpunkt die Italiener kein eigenes Zeugenschutzprogramm hatten, wurde Mannoia in den USA in das dortige aufgenommen.

### Jackie Presser
1988 wurde in der New York Times von einem abgehörten Gespräch zwischen Jackie Presser, Anthony Salerno, John „Peanuts“ Trolone, William J. McCarthy und Roy Williams berichtet. Das Gespräch war 1984 aufgezeichnet worden, und McCarthy meinte in diesem Gespräch, die Entscheidung eines Mafiabosses zu benötigen, bevor er in der Gewerkschaft der Transportarbeiter der Teamsters weiter vorankommen könnte. Obwohl die New York Times von diesem Gespräch 1988 berichtete, wurde McCarthy 1989 Präsident der Gewerkschaft. Damit war die Zusammenarbeit zwischen Gangstern und Gewerkschaften erstmals offiziell belegt.
Was die New York Times damals nicht wusste: Jackie Presser war bereits ein Informant des FBI und hatte diese bereits über Aktivitäten der La Cosa Nostra in Cleveland informiert. Im Gegenzug beschützte ihn das FBI vor einigen Anschlägen mit einer im Auto platzierten Bombe – eine Methode, die in Cleveland sehr beliebt war – indem sie zum Beispiel sein Auto mit einem speziellen Detektor ausstattete.
Jackie Presser überlebte seine Zusammenarbeit mit dem FBI, sagte nie vor Gericht aus, wurde selbst Präsident der „Teamsters“ und starb eines natürlichen Todes.

### Betty Tocco
1988 wurde Albert Tocco in Griechenland gefasst und nach Chicago ausgeliefert. Auf sein Konto gingen zahlreiche Morde. Seine von ihm getrennt lebende Ehefrau Betty gab in einem Interview der Sun-Times 1990 bekannt, sie selbst habe Tocco 1986 geholfen, die Spilotro-Brüder – Tony und Michael Spilotro – auf einem Maisfeld bei Enos (Indiana) zu begraben. Der Mord an den Spilotro-Brüdern wurde als Vorlage für den Hollywoodfilm „Casino“ genutzt, den Martin Scorsese 1995 mit Robert De Niro und Sharon Stone verfilmte. Betty Tocco und ihr Sohn wurden nach dem Prozess unter den Schutz des US-amerikanischen Zeugenschutzprogramms gestellt. Albert Tocco wurde am 5. Januar 1989 wegen Erpressung, Verschwörung, Nötigung und Steuerhinterziehung zu lebenslanger Haft verurteilt.

### Sammy Gravano, Alphonse D’Arco, Anthony Casso
Anfang der 1990er Jahre brachen erstmals auf breiter Ebene führende Mafiaangehörige das ansonsten so obligatorische Schweigen und arbeiteten mit der Regierung zusammen. 1991 sagte Sammy Gravano gegen Vincent Gigante, John Gotti und dessen Consigliere Frank LoCascio aus. Insbesondere enttarnte er Gigantes vorgebliche Senilität. Er zitierte dabei eine angebliche Äußerung seines Bosses John Gotti, der Gigante 1988 nach einem Treffen als „Crazy like a fox“ bezeichnet habe. Alphonse D’Arco, ein ehemaliger Unterführer der Lucchese-Familie, bestätigte Gravanos Aussage zur Zurechnungsfähigkeit von Gigante und dessen Teilnahme an hochrangigen Mafiatreffen, bei denen dieser zugegeben habe, dass sein exzentrisches Verhalten als Täuschungsmanöver angelegt war. Außerdem belastete er dann auch noch Anthony „Gaspipe“ Casso, ebenfalls ein ehemaliger Unterführer der „Lucchese-Familie“, mit der Aussage, er habe bereits mit seinem Boss seit Anfang 1986 die Ermordung von John Gotti, Frank DeCicco and Gene Gotti (alles Mitglieder der „Gambino-Familie“) geplant. Anthony Casso wurde angesichts der Belastungen selbst zum Pentito und enthüllte, dass zwei Polizeibeamte als Auftragsmörder für die Lucchese-Familie arbeiteten; diese beiden wurden schließlich Anfang 2009 endgültig zu lebenslanger Haft verurteilt.
Gotti und LoCascio wurden zu lebenslanger Haft verurteilt, Gigante zu zwölf Jahren, Gravano erhielt durch das Zeugenschutzprogramm der USA eine neue Identität in Arizona, nahm dort aber seine kriminelle Karriere wieder auf. Seine erneute Verhaftung 1999 kam dabei dem auf ihn angesetzten Mordkommando zuvor.

### Gaspare Mutolo
1992 sagte Gaspare Mutolo, der im „Maxi-Prozess“ verurteilt worden war, aus. Er belastete den Richter Corrado Carnevale und den Anklagevertreter Domenico Signorino. Da Signorino kurz darauf Selbstmord beging, führte dies zu einer öffentlichen Debatte über publizistische Enthüllung von Aussagen der „Pentiti“ und den möglichen unabsehbaren Folgen. Nach der Verhaftung Riinas im Januar 1993 gab Mutolo erneute Aussagen zu Protokoll; er warnte die Behörden vor kommenden schweren Anschlägen der Corleoneser auf dem italienischen Festland. Diese Anschläge ereigneten sich kurz darauf in Florenz, Rom und Mailand. Mutolo selbst gestand über 20 Morde und lebt heute mit seiner Familie unter den Bedingungen des italienischen Zeugenschutzprogramms an einem unbekannten Ort.

### Pasquale Galasso
Seit August 1992 arbeitete der inhaftierte Camorra-Boss Pasquale Galasso mit den Ermittlungsbehörden zusammen. Galasso war der erste wichtige Pentito der neapolitanischen Camorra. Jedoch fungiert der Galasso-Clan bis heute im Kreis Neapel als bedeutender Clan.

### Giuseppe Marchese
Im September 1992 wurde Giuseppe Marchese ein Pentito. Marchese wollte dem mörderischen Kurs von Totò Riina nicht mehr folgen. Er selbst gab zu, an über 20 Morden beteiligt gewesen zu sein, insbesondere an denen von Stefano Bontade und Salvatore Inzerillo. Er war damit der erste Corleoneser, der sich als Zeuge zur Verfügung stellte.

### Salvatore Cancemi
Am 22. Juli 1993 stellte sich Salvatore Cancemi in der Polizeistation Piazza Verdi in Palermo der Polizei. Cancemi sagte sich damit von der terroristischen Strategie der Mafia los, die am selben Tag in Florenz eine Bombe in der Öffentlichkeit gezündet hatte. Andererseits machte Leoluca Bagarella, der Schwager von Salvatore „Toto“ Riina, Cancemi für die Verhaftung von Riina am 15. Januar 1993 verantwortlich, und er musste um sein Leben fürchten. Am 27. Juli und 28. Juli 1993 explodierten weitere Bomben.

### Santino Di Matteo und Giovanni Brusca
Nach sechs Monaten Haft entschloss sich Santino Di Matteo, seine Verwicklung in den Mord an den Richter Giovanni Falcone einzuräumen. Er belastete insbesondere Giovanni Brusca durch seine Aussagen. Als Reaktion wurde sein elfjähriger Sohn Giuseppe Di Matteo am 23. November 1993 entführt und zwei Jahre und drei Monate gefangen gehalten. Der Vater zog seine Aussagen nicht zurück; sein Sohn wurde erdrosselt und in Säure aufgelöst.
Am 20. Mai 1996 umzingelten 400 Polizisten ein Haus in der Provinz Agrigent und verhafteten den flüchtigen Brusca. Brusca wurde nach seiner Verhaftung ein Pentito. Er gestand 150 Morde, darunter die an den Anti-Mafia-Kämpfern Giovanni Falcone und Paolo Borsellino. Er wurde zu lebenslanger Haft verurteilt.
Brusca durfte wegen seiner Kooperation und wegen guter Führung seit 2004 als Freigänger seine Familie besuchen, was einige Angehörige der Opfer – zum Beispiel die Familie von Giuseppe Di Matteo – verbittert kritisierten.

„Ich [Mutter von Giuseppe] werde keinem der Mörder meines Sohnes verzeihen. Diese Personen haben mein Kind entführt, gefoltert und es nach seinem Tod geschändet. Ich hoffe, dass alle Schuldigen ewig hinter Gittern bleiben“

Brusca wurde im Mai 2021 freigelassen. Dank seiner Insiderinformationen gelang es dem italienischen Staat, die Cosa Nostra zu schwächen, viele (auch große) Mafiosi zu verhaften, Geld und Güter zu beschlagnahmen. Wahrscheinlich wurde dadurch auch viel zusätzliches Leid verhindert. Wie alle Kronzeugen der Mafia erhält Brusca seit seiner Freilassung ein Zeugenschutzprogramm.

### Giorgio Basile
1998 wurde der deutsch-italienische Profikiller der ’Ndrangheta Giorgio Basile festgenommen. Aufgrund seiner Aussage beim Bayerischen Landeskriminalamt gelang es den deutschen Polizeibehörden, mafiöse Strukturen in Deutschland aufzudecken und 50 Mafiosi festzunehmen.

### Frank Sheeran
Frank Sheeran gehört zu den wenigen Nicht-Italienern, was noch seltener als Nicht-Sizilianer ist, denen seitens des FBI die Vollmitgliedschaft in der La Cosa Nostra zugerechnet wurde. Sheeran war schon immer einer der Hauptverdächtigen im Fall des spurlosen Verschwindens von Jimmy Hoffa, dem Gewerkschaftsboss der Teamsters, gewesen. Erst 1999 vertraute der schwerkranke Sheeran sich Charles Brandt an. Offenbar gab es die Vereinbarung, das Buch „I heard you paint houses“, das eine Biografie von Sheeran darstellt, erst nach dessen Tod zu veröffentlichen. Sheeran starb am 14. Dezember 2003 im Alter von 83 Jahren in einem Pflegeheim, das Buch erschien 2004. Sheeran hat laut Brandt zugegeben, der Mörder von Jimmy Hoffa zu sein.

### Susan Berman
2000 wurde Susan Berman, die Tochter des Glücksspielpioniers David Berman, ermordet. Sie hatte eine Biografie geschrieben und angegeben, weitere Details aus der Vergangenheit ihres Vaters zu kennen. David Berman war ein Assoziierter der Genovese-Familie und wurde der Kosher Nostra zugerechnet.

### Joseph Massino
2004 entging Joseph Massino, Oberhaupt der Bonanno-Familie, durch seine Kooperation mit den Behörden der drohenden Todesstrafe. Im Zuge seiner Aussagen suchte das FBI erneut an der Stelle, an der 1981 bereits der Leichnam von Alphonse „Sonny Red“ Indelicato gefunden worden war. Im Oktober 2004 wurden an der „The Hole“ genannten Stelle im New Yorker Stadtteil Queens bei einer Grabung die Überreste der verschwundenen Dominick Trinchera und Phillip Giaccone entdeckt.

## Adaptionen
- 1985: Der Denunziant (OT: Il Pentito) – Regie: Pasquale Squitieri, mit Franco Nero
- 1994: Pentito – Ein Mafioso packt aus, Marco Bettini
- 1996: Mafia: Zeugen der Anklage, Dokumentation von NZZ Format
- 2011: Pentito – Regie: Christian Stahlhofen, mit Stefan Rosenthal